# FE-11
La FE-11 est voie express urbaine qui permet d'accéder à Ferrol par le nord-est depuis l'AP-9F en venant du nord.
Elle va croiser l'AP-9F à El Ponto pour prolonger ensuite l'Avenida da Trinchera au niveau du Port de Ferrol.
D'une longueur de 4.7 km environ, elle reliera l'AP-9F au Port de Ferrol.

## Tracé
- Elle va débuter au nord-est de Ferrol où elle va prolonger la Carretera de la Castella à El Ponto avant de croiser l'AP-9F qui contourne l'agglomération par le nord.
- Elle va traverser le centre urbain de la ville en croisant d'abord la FE-13 (pénétrante nord de Ferrol) avant de prolonger l'Avenida da Trinchera à l'entrée du port de Ferrol en rejoignant la FE-14 (Pénétrant est de Ferrol).